# Márk Bencsics
Márk Bencsics (Budapest, 19 gennaio 1989) è un giocatore di football americano ungherese che gioca nel ruolo di quarterback per i Budapest Wolves.